# Haritalodes basipunctalis
Haritalodes basipunctalis is een vlinder uit de familie van de grasmotten (Crambidae). De wetenschappelijke naam van deze soort is voor het eerst voorgesteld als Botys basipunctalis door Otto Bremer in een publicatie uit 1864.
Deze soort komt voor in Siberië, China, Zuid-Korea en Japan.